# Chruszczów-Kolonia
Chruszczów-Kolonia – kolonia w Polsce położona w województwie lubelskim, w powiecie puławskim, w gminie Nałęczów.
W latach 1957–1963 kolonia Chruszczów znajdowała się w granicach Nałęczowa. W związku z reformą znoszącą gminy jesienią 1954 roku, kolonię Chruszczów włączono do nowo utworzonej gromady Nałęczów. 1 stycznia 1957 kolonię Chruszczów wyłączono ze znoszonej gromady Nałęczów i włączono ją do utworzonego rok wcześniej osiedla Nałęczów, w związku z czym kolonia Chruszczów stała się integralną częścią Nałęczowa. 30 czerwca 1963, w związku z nadaniem Nałęczowowi status miasta, kolonię Chruszczów wyłączono z Nałęczowa i włączono do gromady Piotrowice, tym samym przywracając jej samodzielność.
W latach 1975–1998 miejscowość administracyjnie należała do ówczesnego województwa lubelskiego.
Wieś stanowi sołectwo gminy Nałęczów. Według Narodowego Spisu Powszechnego z roku 2011 wieś liczyła 99 mieszkańców.